# Lycée Janson-de-Sailly
Pour les articles homonymes, voir JDS.
Le lycée Janson-de-Sailly (JDS ou Janson) est la plus grande cité scolaire de France avec 3 989 élèves et 635 membres du personnel dont près de 300 enseignants permanents en 2015-2016. Il accueille aussi un grand nombre d'élèves de classes préparatoires aux grandes écoles : 1 327 élèves répartis en trente classes.
Le rapprochement avec le collège Delacroix, à la suite d'une décision du Conseil de Paris, est effectif depuis la rentrée scolaire de septembre 2015 : de ce fait, le collège Janson-de-Sailly est le plus important de France métropolitaine par le nombre d'élèves accueillis (1 454, dans 26 divisions sur le site Janson et 22 divisions sur le site Delacroix).
Le bâtiment principal (site Janson) est situé dans le 16e arrondissement de Paris, au 106, rue de la Pompe et s'étend sur 3,5 hectares. La rue Decamps, la rue Herran, la rue de la Pompe, la rue de Longchamp et l’avenue Georges-Mandel entourent le lycée. La surface bâtie développée est de 36 500 m2.
Ce site est desservi par les stations de métro Rue de la Pompe et Victor Hugo, ainsi que par l'arrêt de la ligne de bus 52 : Lycée Janson-de-Sailly.

## Historique

### Fondation

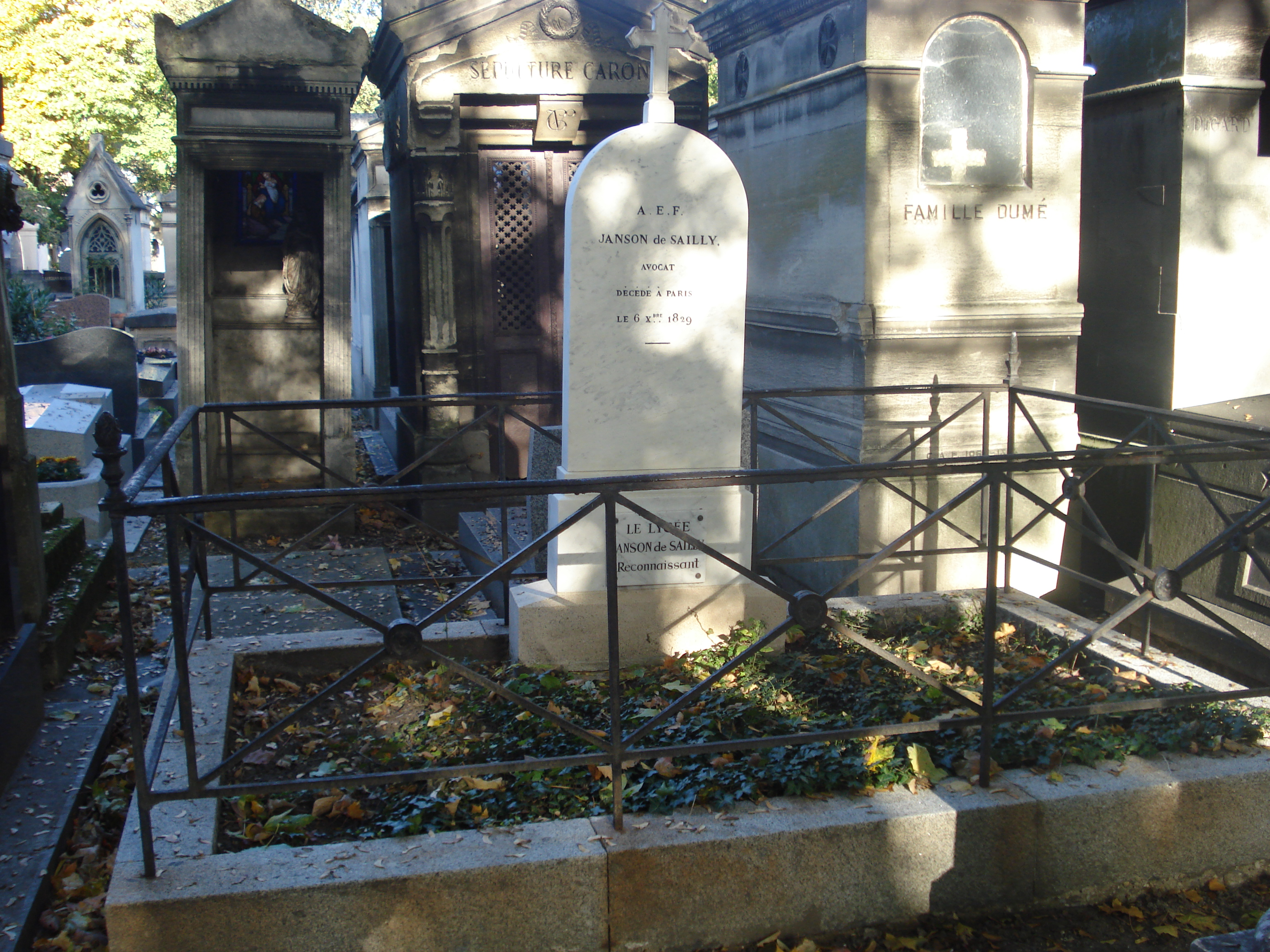
Sépulture d'Alexandre-Emmanuel-François Janson de Sailly au cimetière de Montmartre avec la mention « Le lycée Janson-de-Sailly reconnaissant ».

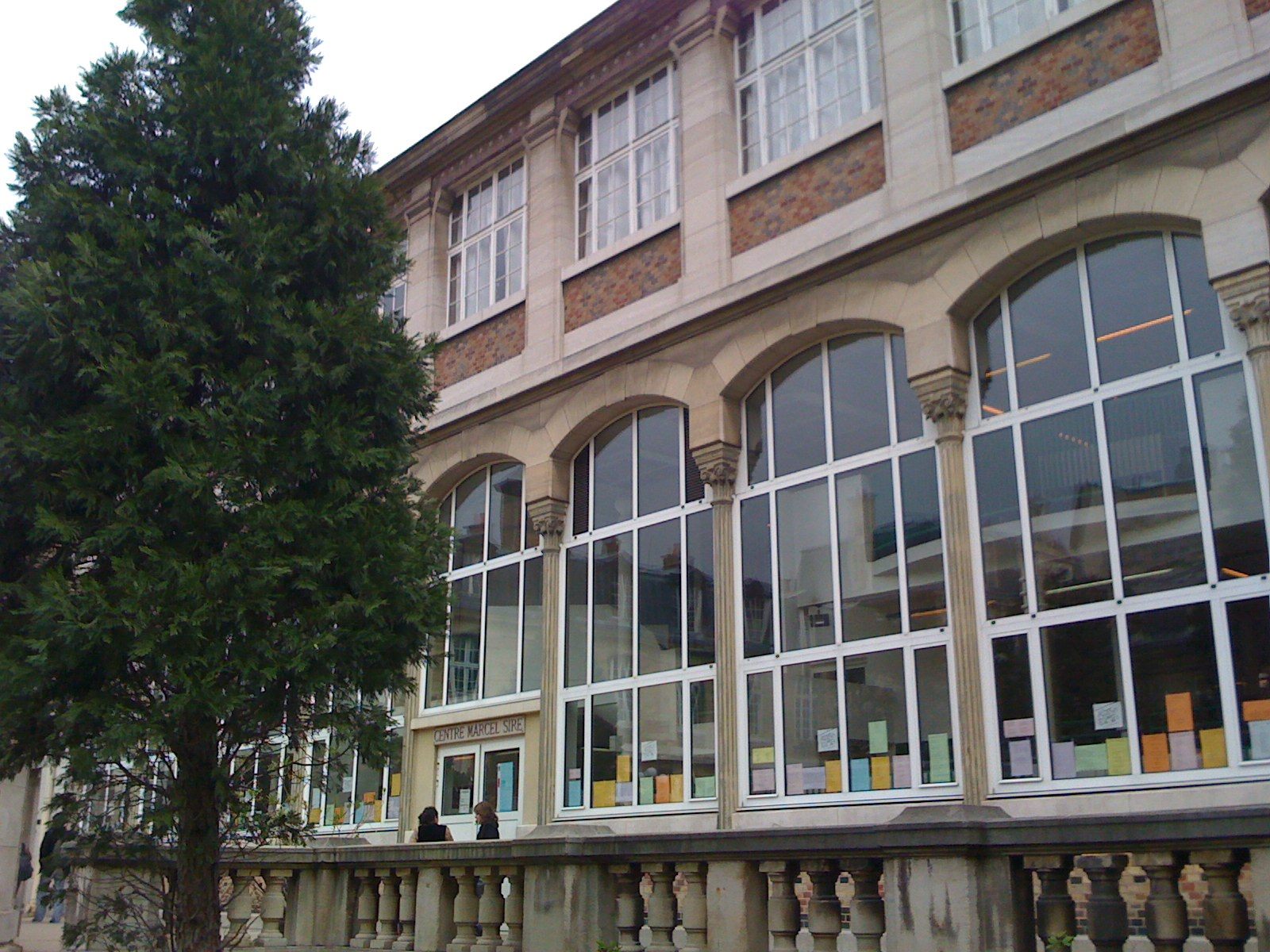
Centre Marcel-Sire, le CDI du lycée.

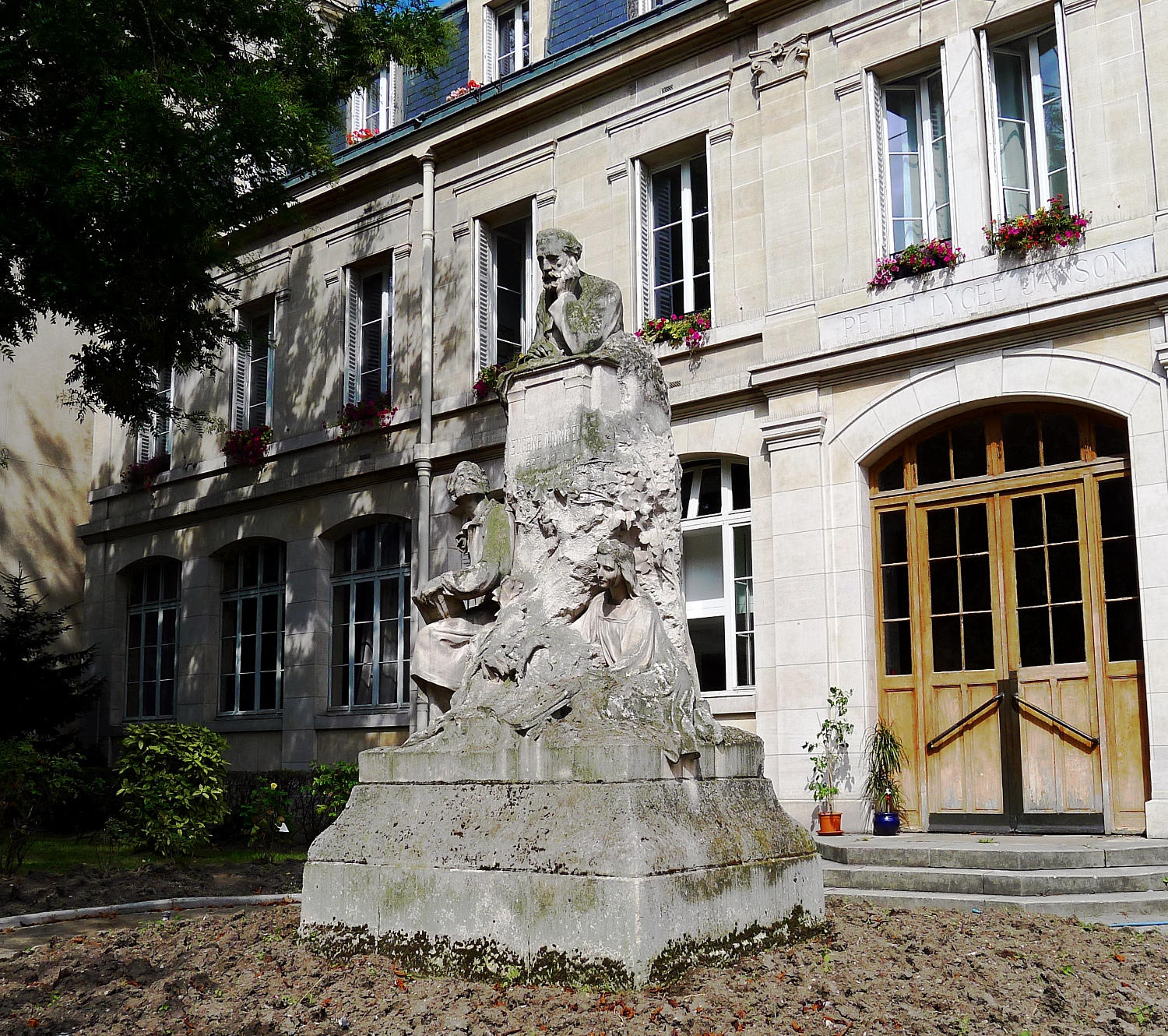
Statue d'Eugène Manuel (1908).

Alexandre Emmanuel François Janson de Sailly (1785-1829), riche avocat parisien ayant découvert que son épouse (Marie-Jeanne Joséphine Berryer, de la famille d’illustres magistrats) entretenait une relation extraconjugale, déshérita la fautive et légua sa fortune à l’État afin que celui-ci achetât un terrain, et construisît un institut pour jeunes garçons. En 1876, après les procès intentés par la veuve et la mort de cette dernière, la fortune récupérée par l’État s’élevait à 2 600 000 francs-or. Selon les volontés du donateur, aucune femme ne devait jamais y être admise, ce qui n’empêcha pas l’enseignement d'y devenir mixte un siècle plus tard. De plus, l’avocat avait exigé qu’un quota d’admission d’étudiants étrangers soit respecté chaque année[réf. souhaitée].
Dans un contexte d'opposition nationale entre catholiques et républicains anticléricaux, alors que le nombre de lycées publics se multiplie dans la capitale mais que l'Ouest de Paris en est encore peu doté, là où depuis plusieurs décennies sont implantées des maisons d'éducation religieuses l'installation du lycée Janson répond à un souci particulier du gouvernement républicain de maillage du territoire scolaire.
L'État acheta les terrains pour un montant de 3 000 000 francs (avec le legs Janson et une dotation supplémentaire de 400 000 francs). Les bâtiments ont été conçus par Charles Laisné, architecte du gouvernement. Sa construction a obligé la fermeture de la rue Greuze (anciennement rue Blanche), plus particulièrement du tronçon entre la rue Herran et la rue de la Pompe. Le conduit d'égout qui s'y trouvait a alors été séparé de ces deux rues perpendiculaires et ne remplit donc plus cette fonction, mais existe encore sous le lycée (il passe sous les cantines, le CDI, la cour d'honneur et l'entrée principale).
Le discours de la pose de la première pierre fut prononcé le 15 octobre 1881 par Jules Ferry, ministre de l'Instruction publique et des Beaux-Arts, en présence de Victor Hugo et du maire du 16e arrondissement de Paris, Henri Martin. Les travaux prirent seulement trois ans, leur prix s'élevant à 6 422 000 francs. Le lycée ouvrit le 13 octobre 1884, avec 458 élèves. À la rentrée de 1886, les effectifs s'élevaient déjà à 1 246 élèves, et, en 1900, à 2 000 élèves.
Il s'agit du seul lycée parisien qui ne porte pas le nom d'une personnalité nationale. Sa fondation, comme celle de nombreux lycées de la fin du XIXe siècle dans des quartiers parisiens encore peu urbanisés, entraîna dans son sillage l'installation de nombreuses familles bourgeoises dans les environs. Un mois avant la rentrée de 1884, Le Temps note en effet qu'on « peut, sans exagération, compter de 250 à 300 maisons neuves dans un rayon de 400 mètres tout autour du lycée ». Certains lycéens viennent pourtant de loin, leur trajet étant toutefois facilité par le progrès des transports ferroviaires. Né en 1900, l'écrivain Julien Green se souvient ainsi dans Jeunes années du trajet qu'il devait faire pour rejoindre Janson depuis Le Vésinet, alors qu'il n'était âgé que de 13 ans. Après une heure de train jusqu'à la gare Saint-Lazare, puis la ligne d'Auteuil jusqu'à la gare de l'avenue Henri-Martin, il arrivait enfin à destination. « Ce voyage, je le faisais seul et c’était cela qui effrayait ma mère ».
Dans la seconde moitié du XIXe siècle, la probité du personnel enseignant est surveillée. Toutefois, faute de pouvoir réglementer leurs loisirs aussi strictement que pour les élèves, les autorités, souhaitant éviter qu'ils ne traînent dans des cabarets, aménagent dans plusieurs lycées des salons de jeux et de lecture pour leur détente, comme à Janson jusqu'à 1892.
Au « petit lycée » Janson-de-Sailly, devant la façade du no 46 avenue Georges-Mandel, est installé un monument en hommage à l'écrivain Eugène Manuel par Gustave Michel (1908).

### Guerres mondiales

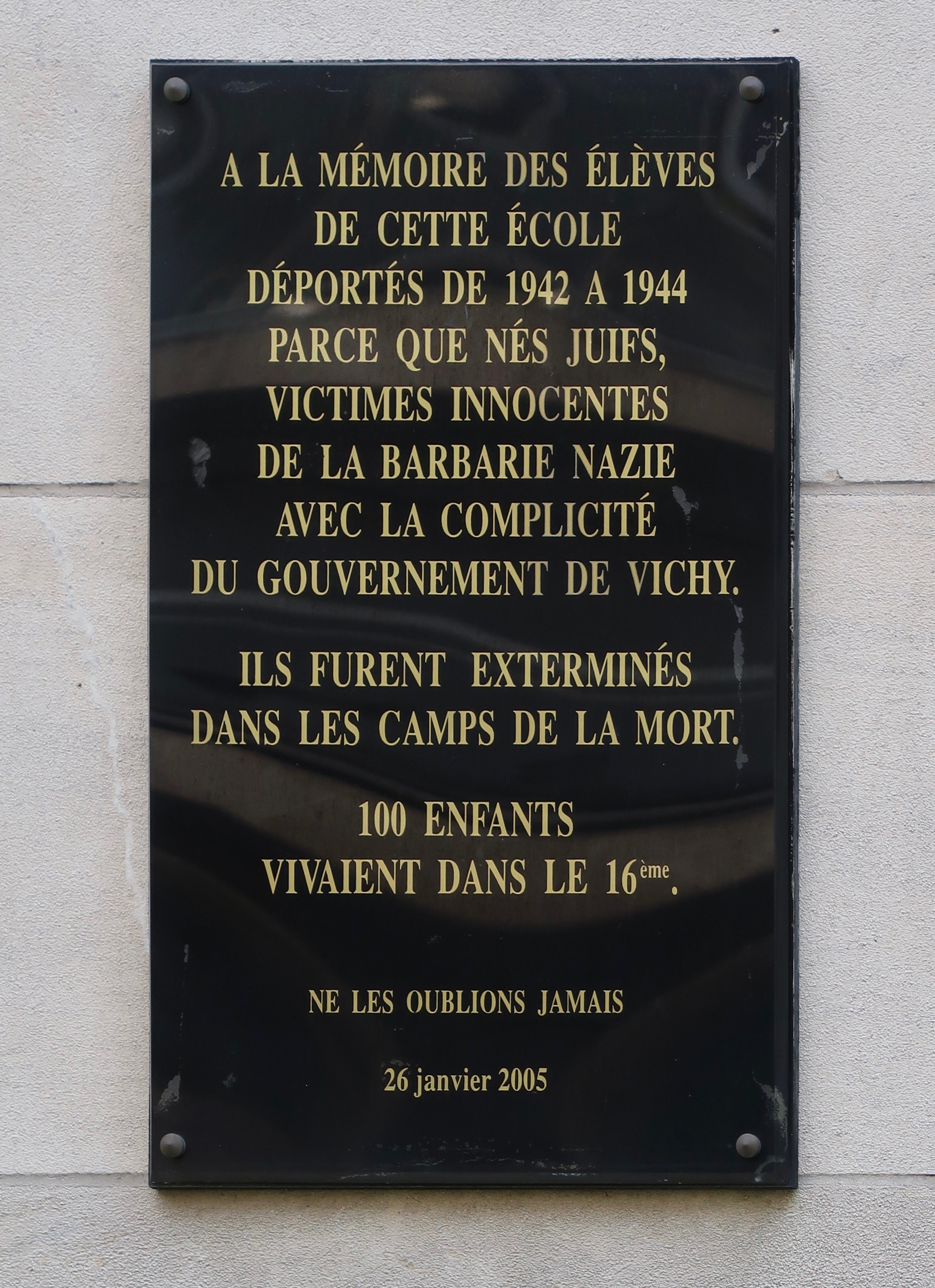
Plaque sur la façade côté rue de la Pompe, en mémoire des enfants juifs déportés.

Durant la Première Guerre mondiale le lycée fut transformé en hôpital. Il disposait de nombreux dortoirs et de salles d’opération, principalement pour les officiers.
Pendant la Seconde Guerre mondiale, sous le régime de Vichy, le lycée a été une source des premiers mouvements non organisés de résistance étudiante en 1940 : le 11 novembre, de nombreux lycéens se rendent sous l'arc de Triomphe voisin pour fêter la victoire française et chanter la Marseillaise, et sont poursuivis par les soldats allemands. Le lycée a cependant également eu ses collaborateurs. Sous l'Occupation, certaines élèves des lycées de jeunes filles de l'arrondissement, Molière et Jean-de-La-Fontaine, viennent suivre leurs cours au lycée Janson.
À la Libération, en 1944, quelques centaines d’élèves des classes terminales du lycée rejoignirent les Forces françaises libres ou FFL (1re Armée du maréchal de Lattre de Tassigny), et fondèrent une unité d’élite : le « bataillon Janson-de-Sailly », qui devint le 2e bataillon de choc. Ils firent face aux divisions allemandes en Alsace (notamment les batailles de Masevaux et Colmar), durant les grandes contre-attaques des Ardennes, et entrèrent en Allemagne avec les forces du général Patton en 1945. Certains périrent, et un monument aux anciens lycéens et personnels de Janson morts au combat pendant les guerres leur est consacré dans la cour d’honneur. Il comporte plus de 760 noms. Le lycée Claude-Bernard, situé dans le même arrondissement, est réquisitionné pour accueillir une caserne SS ; ses élèves sont transférés à Janson-de-Sailly.
Cinq plaques commémoratives relatives à la Seconde Guerre mondiale ont été apposés sur les murs du lycée : une plaque en mémoire des élèves juifs du lycée déportés dans les camps parce qu'ils étaient juifs, et quatre plaques en mémoire d'anciens élèves ayant joué un rôle important dans la Résistance et la Libération (Pierre Brossolette, héros de la Résistance, le 2e Bataillon de choc, Jacques Bingen, héros de la Résistance, et Raoul Nordling, consul général de Suède dont la médiation fut capitale lors de la Libération de Paris).

### Depuis les années 1950
Le lycée Janson-de-Sailly fut le premier lycée à se doter d’un centre de documentation et d’information (CDI), en 1958, à l’instigation de son proviseur de l'époque. Le CDI actuel porte son nom : Marcel Sire. Il s'agissait d'un service de documentation appelé Centre local de documentation pédagogique (CDLP) réunissant les cabinets et bibliothèques des différentes disciplines, ainsi que des ressources documentaires et l'information scolaire et professionnelle à destination des enseignants. L'expérience se révélant positive, elle fut étendue à d'autres établissements pendant les années 1960 et Marcel Sire fut nommé inspecteur général de l'Éducation nationale à la Vie scolaire. Sous son impulsion, une circulaire instaura un service de documentation et d'information (SDI) dans les lycées. Aux SDI succédèrent les CDI, obligatoires dans chaque établissement de second cycle depuis la réforme Fontanet de 1973.
Le 9 mai 2007 a été inaugurée une plaque « lycée d’Europe » par les classes de première européennes allemandes « AbiBac » et leurs professeurs d’allemand.
L'établissement est réputé tranquille, mais il n'est pas à l'abri de quelques rares incidents isolés, à sa sortie, voire en son sein, comme beaucoup d'autres. Par exemple, en janvier 2009, deux élèves furent violemment roués de coups à la sortie du lycée pour avoir refusé de prendre des tracts distribués par la LDJ. En décembre 2014, un élève de seconde reçut un coup de cutter à la cuisse de la part d'un autre élève au sein de l'établissement et dut être soigné à l'hôpital, d'où il ressortit dans l'après-midi.
En 2014, à la demande de la mairie du 16e arrondissement, un projet de rapprochement des collèges Janson-de-Sailly et Eugène-Delacroix (n° 13-15 rue Eugène-Delacroix) est proposé. Il s'agit de pallier les défections affectant ce dernier (qui a dû fermer quatre classes en cinq ans), en raison des stratégies de carte scolaire des parents du quartier, en répartissant les classes (4e et 3e pour l'un, 6e et 5e pour l'autre), formant ainsi le plus gros collège de l'académie (1 550 élèves). Les professeurs du collège ont fait grève en décembre 2014 pour protester contre ce projet, auquel ils n'avaient pas été préalablement associés.
En août 2016, une professeure de classes préparatoires du lycée Janson-de-Sailly qui a tenu des propos antisémites, négationnistes et complotistes sur son compte Facebook, accessible à ses élèves est suspendue à titre provisoire. Le 4 septembre 2016, la ministre de l'Éducation, Najat Vallaud-Belkacem indique que le procureur de la République est saisi de cette affaire et une procédure disciplinaire engagée. Elle est condamnée à 1 500 euros d'amende le 9 novembre 2017 par le tribunal correctionnel de Paris.

## Architecture

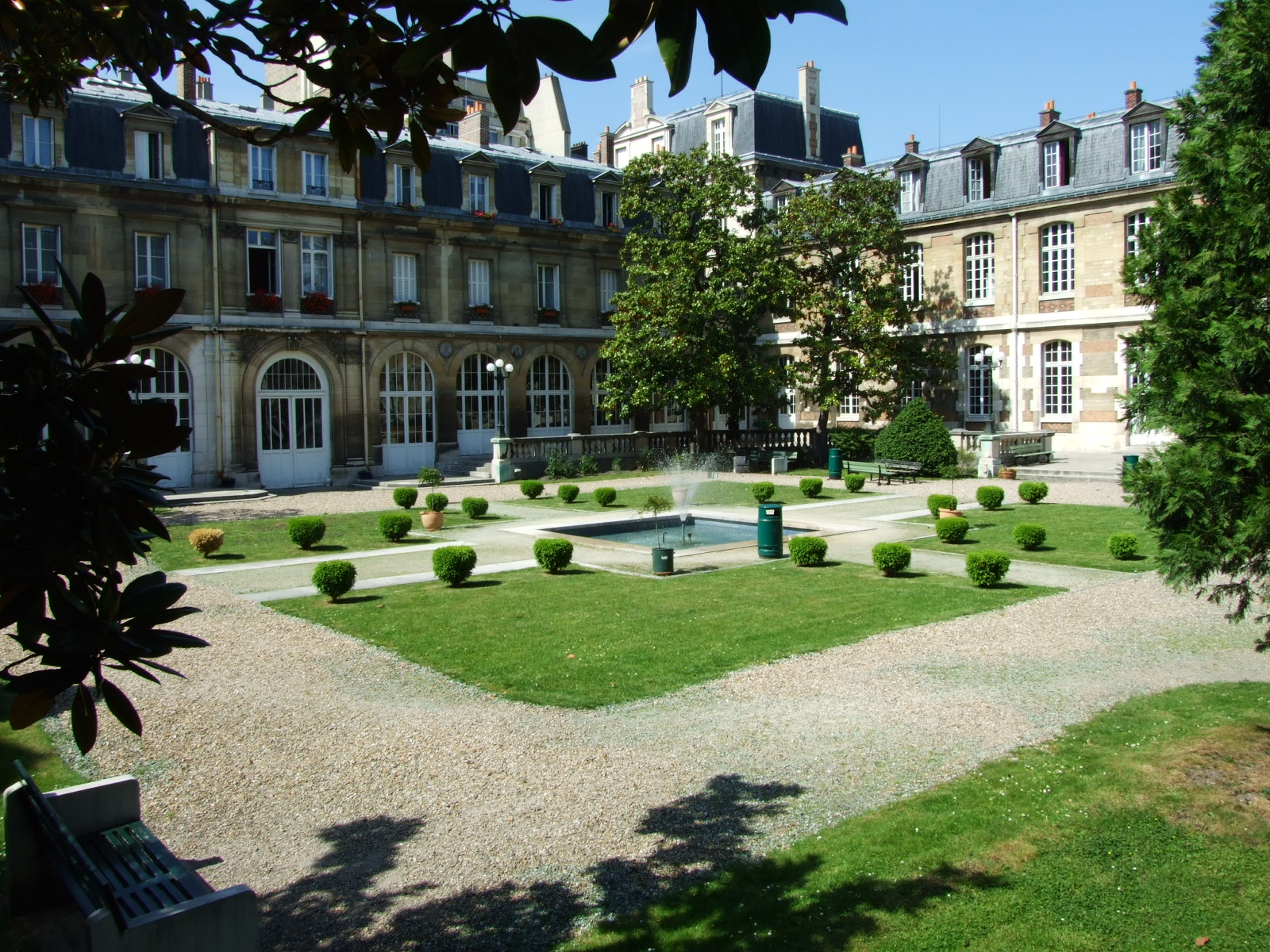
Cour d'honneur.

### Situation et accès
L'entrée principale se trouve au 106, rue de la Pompe. L'entrée des collégiens se trouve, quant à elle, au 29 de la rue Decamps. L'arrêt de bus Lycée Janson-de-Sailly par laquelle passe la ligne 52 et la station de métro rue de la Pompe sont les deux principaux moyens d'accès par les transports en commun.

### Architecture générale

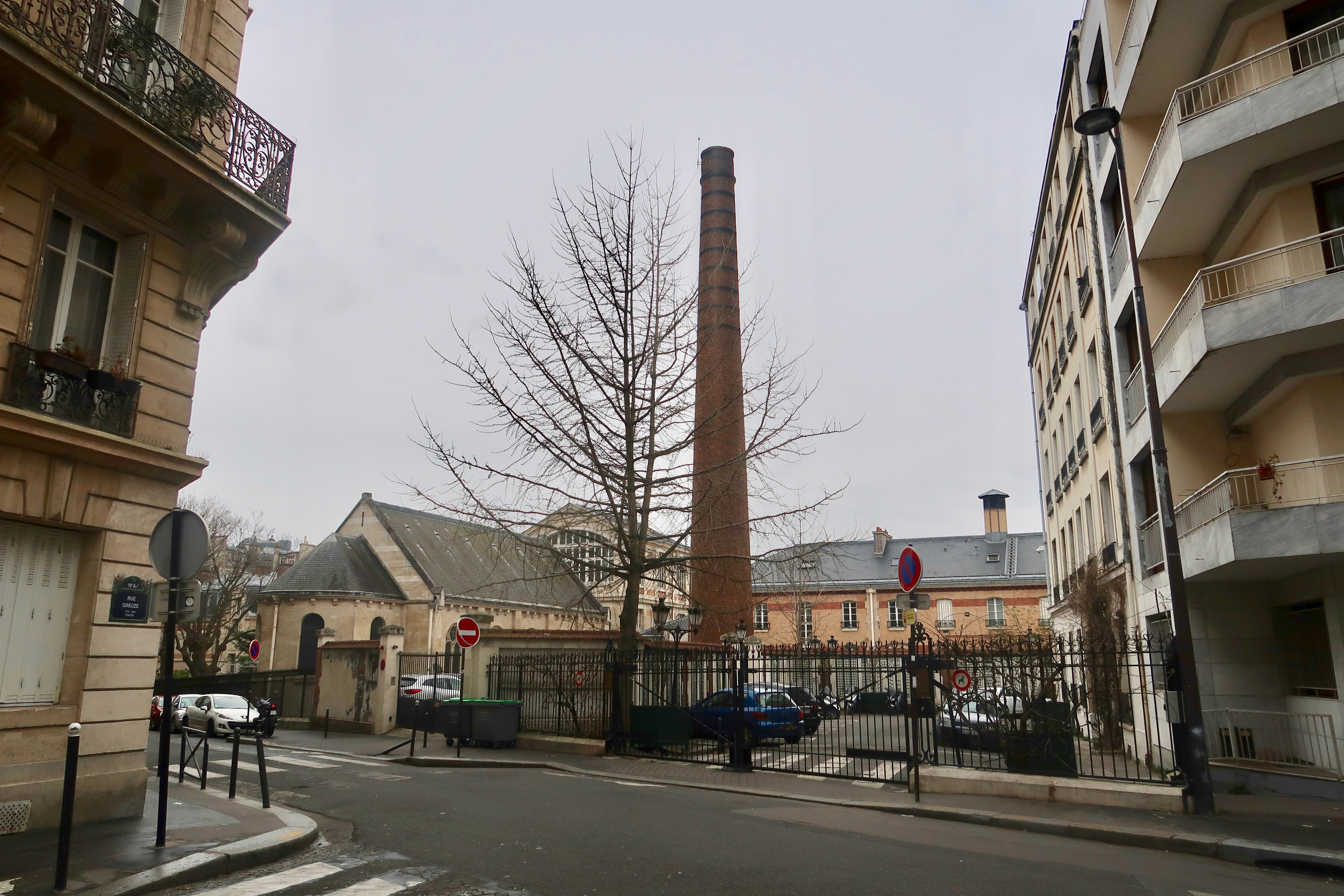
Cheminée du lycée, vue depuis la rue Decamps.

Au nord de la cité scolaire se situe le lycée, au sud le collège. La cour d’honneur, le centre Marcel-Sire, le hall de l'entrée du 106 rue de la Pompe, le foyer des lycéens et la cantine les séparent. Les deux cours (du lycée et du collège) sont rectangulaires, et les escaliers situés à chacun des coins permettent d'atteindre les étages supérieurs. Au lycée, il en existe un autre au milieu d'un côté, juste en face de l'entrée et un autre au milieu d'un côté, côté collège à l'ouest.
Un laboratoire multimédia de langue permet aux élèves des classes préparatoires de travailler pendant leur temps libre.
La façade côté rue de La Pompe est ornée de 24 bustes d'écrivains, savants ou intellectuels français, tels que Victor Hugo, Alphonse de Lamartine ou Blaise Pascal (cf. le lien Commons à droite).

### Cours et jardins
Dans la cour du collège se trouve le gymnase qui comporte en surface, deux terrains (handball et basketball) en sous-sol, deux terrains multisports (handball, basketball, volley, badminton, etc.) ainsi qu'une salle de gymnastique et une salle affectée au tennis de table. Une salle de musculation occupe une importante partie du bâtiment central de la cour du lycée.

### Décoration
Le peintre Maurice Guy-Loë décore le « Parloir Wallon » en 1931 et participe aussi à la décoration de la « Salle des Actes ». En effet, selon Le Figaro du 11 août 1937, « les deux parloirs du lycée Janson-de-Sailly ont été confiés à un groupe excellent de peintres jeunes et ardents tels que Maurice Brianchon, Maurice Georges Poncelet, Robert Antral, André Jacquemin, Guy-Loë, travaillant en équipe, ce qui paraît conforme aux besoins de la décoration moderne ». C'est à Jean Dreyfus-Stern qu'est confiée la décoration murale intitulée Cross-country dans la salle de gymnastique.

### Chapelle

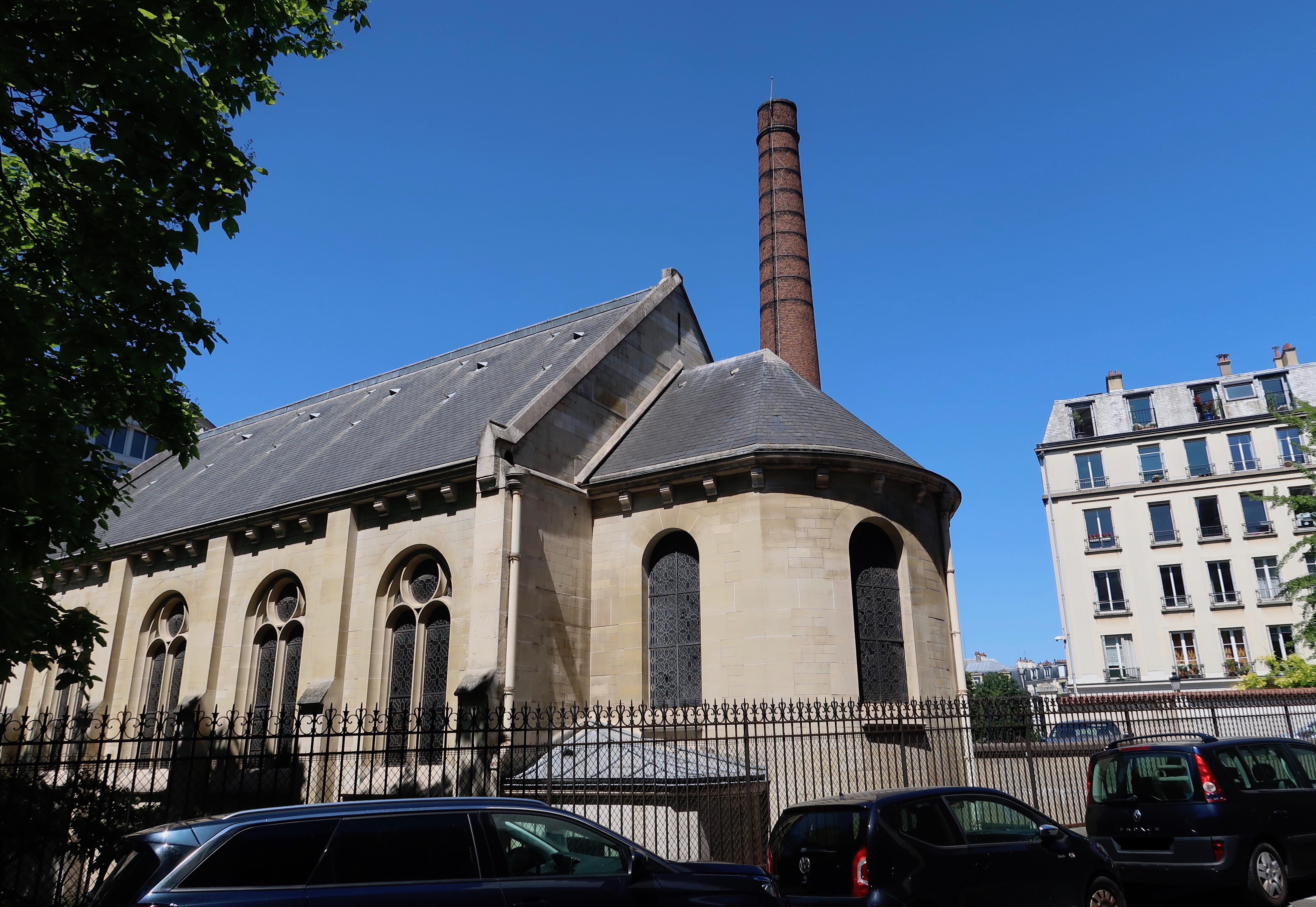
Chapelle vue depuis la rue Decamps.

Datant de la fin du XIXe siècle, la chapelle est située au bout d'une aile du lycée, avec laquelle elle est reliée par un court préau couvert ; elle peut donc être perçue comme un édifice indépendant. De style néo-roman, elle est bâtie selon un plan basilical et ne comporte ni transept ni clocher. Son toit est couvert d'ardoise.

## Direction et structure pédagogique de la cité scolaire
Le proviseur de la cité scolaire Janson-de-Sailly est Patrick Fournié, ancien proviseur du lycée Lakanal à Sceaux (Hauts-de-Seine). Nommé en 2019, il succède à Patrick Sorin (2014-2019), Anny Forestier (2002-2014) et Yvette Cluzel (1988-2002).
La cité scolaire Janson-de-Sailly comporte :
- un collège d'environ 1 500 élèves (rentrée 2017) composé de 40 divisions (douze classes de 6e, douze classes de 5e, douze classes de 4e et douze classes de 3e) ;
- un lycée composé de 32 divisions de second cycle (dix classes de 2de, onze classes de 1re et onze classes terminales), soit 1 100 élèves à la rentrée 2014, et de 30 classes préparatoires aux grandes écoles, soit 1 245 élèves.

L'établissement compte une centaine de professeurs, dont des agrégés et des docteurs d'université.

## Enseignement dispensés

### Collège
Depuis 2015, les collégiens sont accueillis sur deux sites différents en fonction de leur classe. Les élèves de 6e et 5e sont sur le site du collège Eugène-Delacroix, tandis que ceux de 4e et 3e sont au 106, rue de la Pompe à Janson-de-Sailly. L'anglais est obligatoire en première langue (LV1). En sixième, il est possible de choisir d'étudier, en option, le chinois ou l'allemand. De plus, une deuxième langue courante (LV2) doit être choisie au niveau de la 4e (l’espagnol est la plus choisie, mais il y a aussi l’italien, l’allemand, le chinois, etc.). Enfin, en option, le latin est recommandé, ainsi que l'hébreu, les maths en chinois, etc. Il est possible de faire du grec en troisième qui pourra devenir en terminale une option facultative pour le baccalauréat. Un groupe de français langue étrangère intensif (FLE-I) accueille pendant plusieurs semaines les élèves non francophones afin qu'ils étudient le français.

### Lycée
Il existe dix classes de seconde. Parmi les classes de première et de terminale, il y a une classe sciences et technologies de l'industrie et du développement durable (STI2D) depuis la rentrée 2011.
En septembre 2005, le lycée Janson-de-Sailly a mis en place, de la seconde à la terminale, une classe préparant l'Abibac. C'est le premier lycée de l'académie de Paris et le deuxième en Île-de-France, après le lycée Gustave-Monod d’Enghien-les-Bains (Val-d'Oise), à proposer cette section, et il est aujourd'hui le seul avec le lycée Maurice-Ravel à la proposer à Paris.
Une section européenne allemande existe de la 4e (échange annuel avec le Paul-Natorp-Gymnasium de Berlin ; auparavant avec le Max-Planck-Gymnasium de Dortmund) à la terminale (voyage au printemps à Berlin).
Au lycée, un cours d’histoire et géographie en allemand est enseigné par un professeur allemand, en section européenne et en section Abibac.
Une section européenne anglaise, comportant un enseignement de sciences économiques et sociales en anglais en seconde et en première et terminale ES, a été ouverte à la rentrée 2014.
Existe aussi une section internationale chinoise dont les élèves bénéficient d’un enseignement renforcé en chinois. À partir de la seconde, les élèves suivent de plus un cours de « mathématiques en chinois » qui est déconnecté des enseignements habituels de mathématiques, il est l’occasion d’approfondir l’étude de la langue et de s’initier au vocabulaire scientifique en chinois, il débouche en terminale sur une épreuve orale optionnelle au baccalauréat que les élèves obtiennent avec la mention internationale chinoise.
Les langues vivantes enseignées sont, en LV1 : l'allemand et l'anglais, et en LV2 : l'allemand, l'anglais, l'espagnol, l'italien, le chinois, le russe et l'hébreu. Des langues anciennes sont proposées en option : le latin dès la 5e et le grec ancien dès la 3e. À noter enfin, un cours facultatif d'histoire des arts à partir de la 2de, ainsi qu'une classe de français destinée aux élèves non francophones.
Pour la rentrée 2011, le lycée fait partie avec trois autres établissements parisiens (Louis-le-Grand, Chaptal, Paul-Valéry) des lycées dits « d'excellence » à ouvrir pour les premières et terminales des filières de sciences et technologies de l'industrie et du développement durable (STI2D).

### Classes préparatoires aux grandes écoles
Le lycée abrite aussi quatre classes préparatoires aux grandes écoles (CPGE) littéraires (hypokhâgnes et khâgnes A/L et B/L), six classes préparatoires économiques et commerciales (ECG) et vingt classes préparatoires scientifiques (MPSI, PCSI, MP, PC, PSI, BCPST).
En 2021, il y a 672 places pour 34 000 candidatures. L'internat compte 250 places.
En 2020, L'Étudiant donnait le classement suivant pour les concours de 2019 :
| Filière | Élèves admis dans une grande école* | Taux d'admission* | Taux moyen sur 5 ans | Classement national | Évolution sur un an |
| --- | ----------------------------------- | ----------------- | -------------------- | ------------------- | ------------------- |
| ECE | 9 / 32 élèves                       | 28,1 %            | 30,2 %               | 11e sur 103         | 2                   |
| ECS | 35 / 78 élèves                      | 44,9 %            | 41,0 %               | 12e sur 92          | 0                   |
| Khâgne A/L | 6 / 42 élèves                       | 14,3 %            | 7,3 %                | 5e sur 33           | 5                   |
| Khâgne B/L | 20 / 48 élèves                      | 41,7 %            | 48,3 %               | 3e sur 27           | 0                   |
| MP / MP* | 43 / 149 élèves                     | 28,9 %            | 18,5 %               | 13e sur 129         | 12                  |
| PC / PC* | 14 / 110 élèves                     | 12,7 %            | 16,5 %               | 19e sur 108         | 1                   |
| PSI / PSI* | 30 / 92 élèves                      | 32,6 %            | 29,0 %               | 18e sur 121         | 5                   |
| BCPST | 52 / 74 élèves                      | 70,3 %            | 68,9 %               | 6e sur 55           | 0                   |
| Source : Classement 2020 des prépas - L'Étudiant (Concours de 2019). * le taux d'admission dépend des grandes écoles retenues par l'étude. En filières ECE et ECS, ce sont HEC, ESSEC, et l'ESCP. Pour les khâgnes, ce sont l'ENSAE, l'ENC, les 3 ENS, et 5 écoles de commerce (HEC, ESSEC, ESCP, EM Lyon et EDHEC). En filières scientifiques, ce sont un panier de 11 à 16 écoles d'ingénieurs qui ont été retenus selon la filière (MP, PC, PSI, PT ou BCPST). |                                     |                   |                      |                     |                     |

## Promotion de la mixité sociale
Un plan d'action a été mis en place pour favoriser la venue de lycéens issus de milieux défavorisés en CPGE et au lycée, par l'établissement de partenariats avec d'autres lycées, qui sont privilégiés lors de l'attribution des places en internat. Cette action, qui s'inscrit dans le dispositif « Les cordées de la réussite » des ministères de l'Éducation nationale, de l'Enseignement supérieur et de la Ville, est effectuée, pour les CPGE, en partenariat avec l'établissement public de coopération scientifique ParisTech, qui regroupe douze grandes écoles.

### Dispositif d'intégration des enfants intellectuellement précoces (DIEIP)
Depuis septembre 2004, le collège Janson-de-Sailly accueille des élèves à haut potentiel intellectuel grâce à une structure spécialisée (Dispositif d'intégration des enfants intellectuellement précoces) où des points de repère leur sont fixés, en particulier une salle avec des personnes à leur écoute.
En dehors de ces aménagements qui leur sont destinés, ces élèves intègrent une classe normale.

## Organisations

### Aumôneries
Bien qu'établissement laïque, le lycée Janson accueille en son sein une chapelle, accessible également de l'extérieur. Une messe y est célébrée le samedi soir à 18 h. L'aumônerie catholique l'utilise. Il existe également une aumônerie protestante.

## Classement
En 2022, le lycée se classe 50e sur 85 au niveau départemental en matière de performances, et 339e au niveau national selon le classement Le Figaro Étudiant.
Selon les sociologues Michel Pinçon et Monique Pinçon-Charlot, compte tenu de sa situation géographique (16e arrondissement de Paris), le lycée serait majoritairement fréquenté par des enfants issus de familles de la haute bourgeoisie et de l'aristocratie parisienne.

## Personnalités liées au lycée

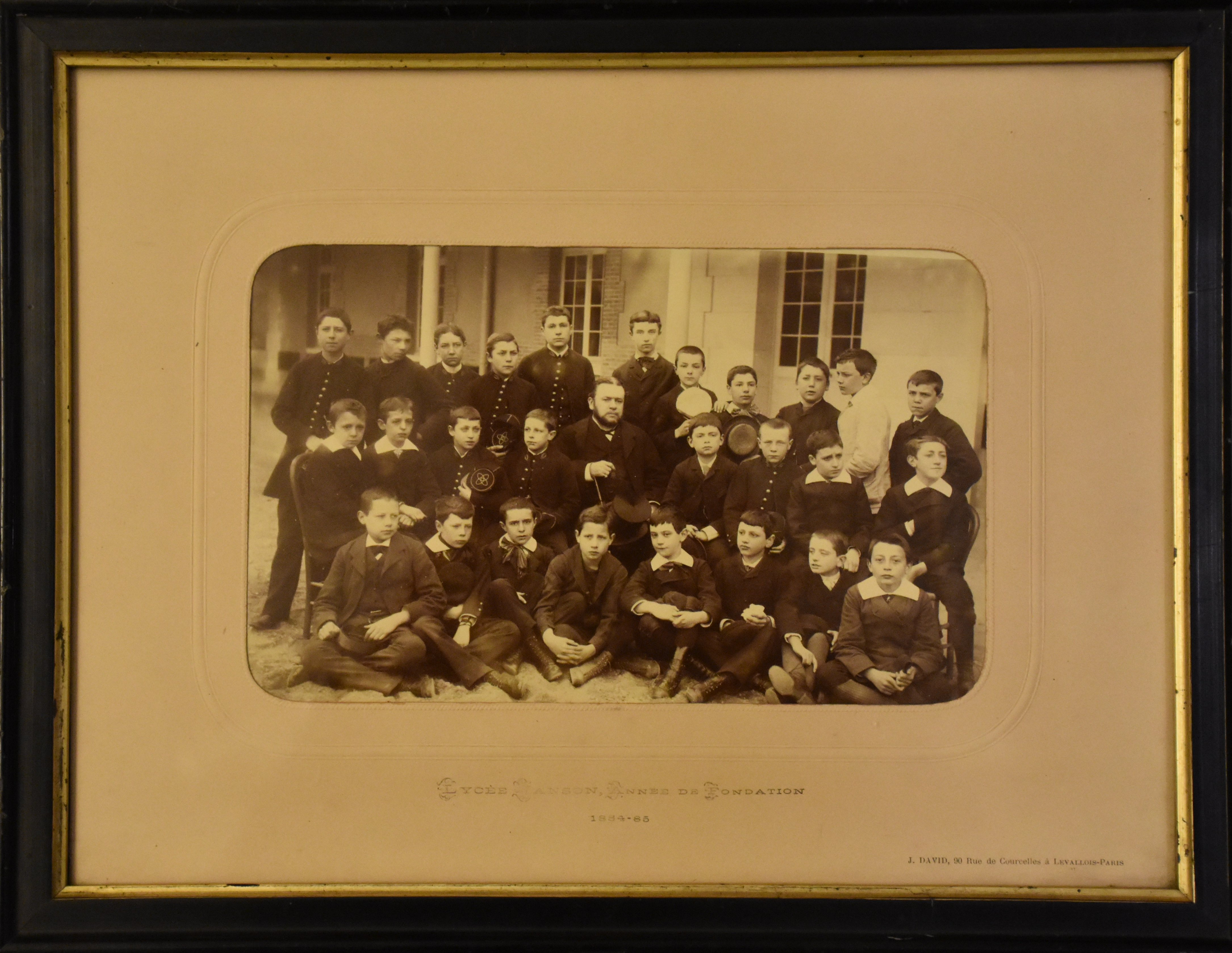
Photo d'une classe de 5e par Jules David en 1884, l'année de la fondation du lycée.

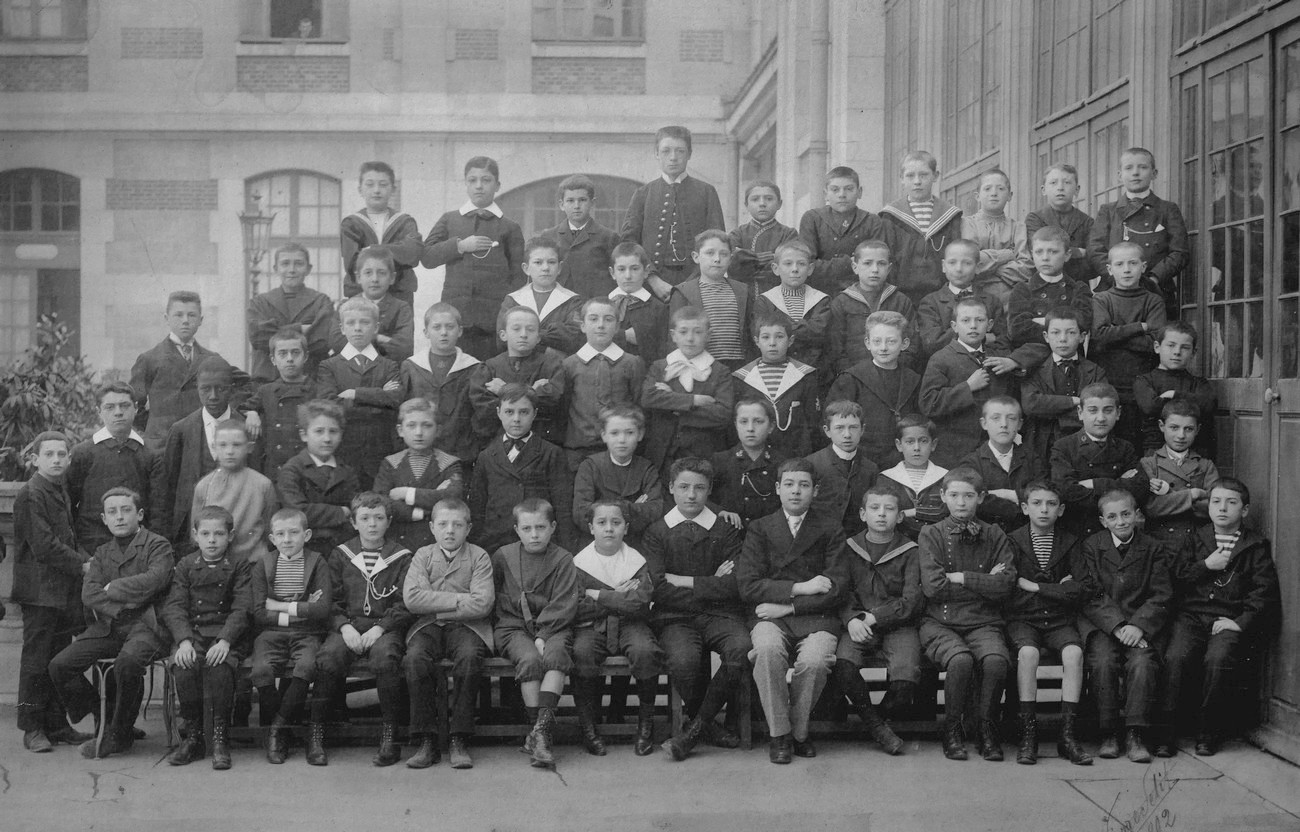
Photo de classe en 1892, par Pierre Petit.

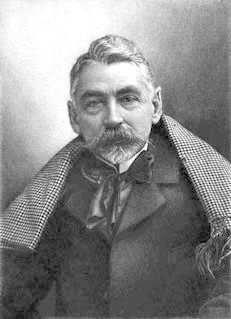
Le poète Stéphane Mallarmé, professeur du lycée en 1884.

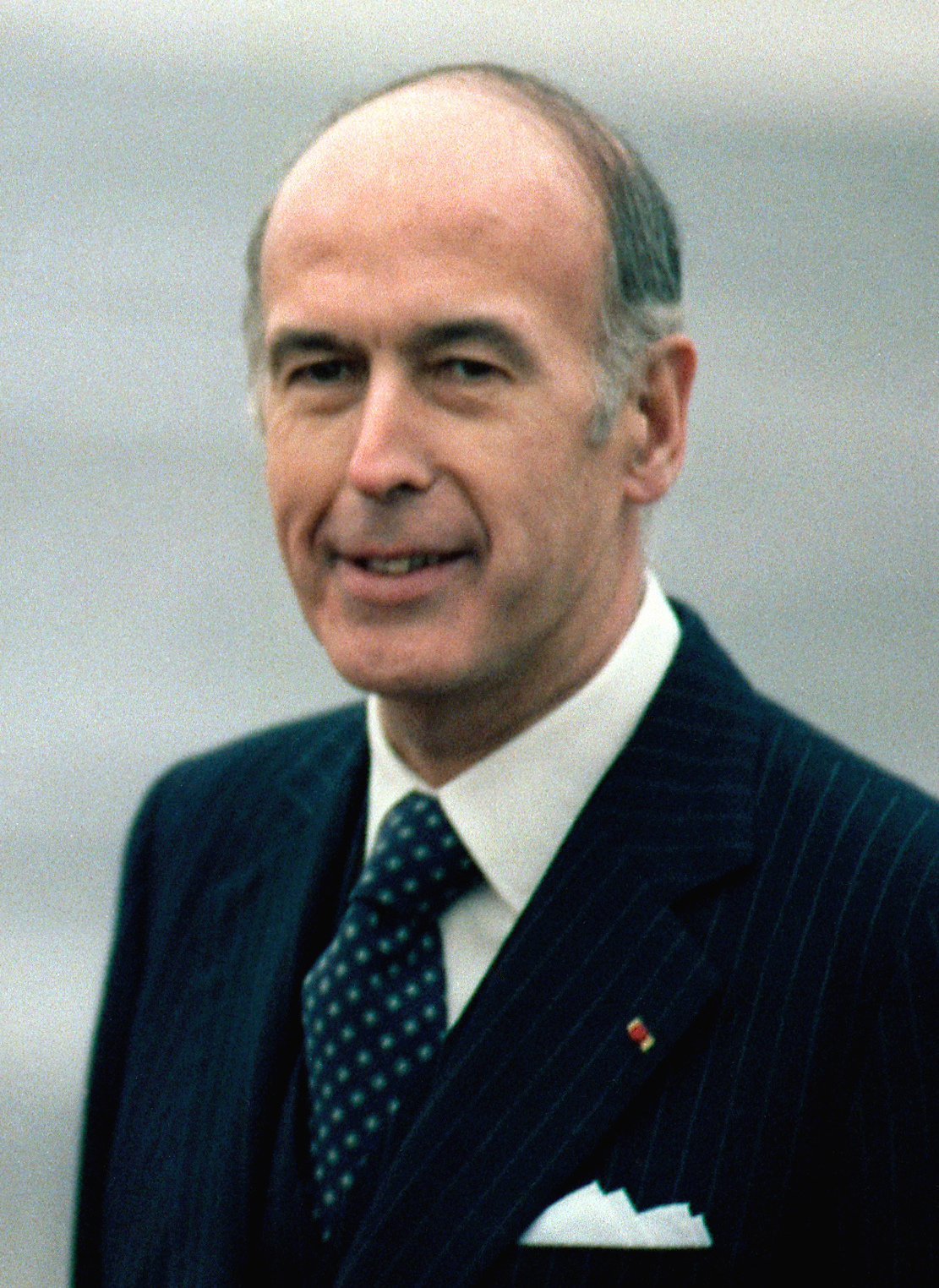
L'ancien président de la République française, Valéry Giscard d'Estaing, ancien élève.

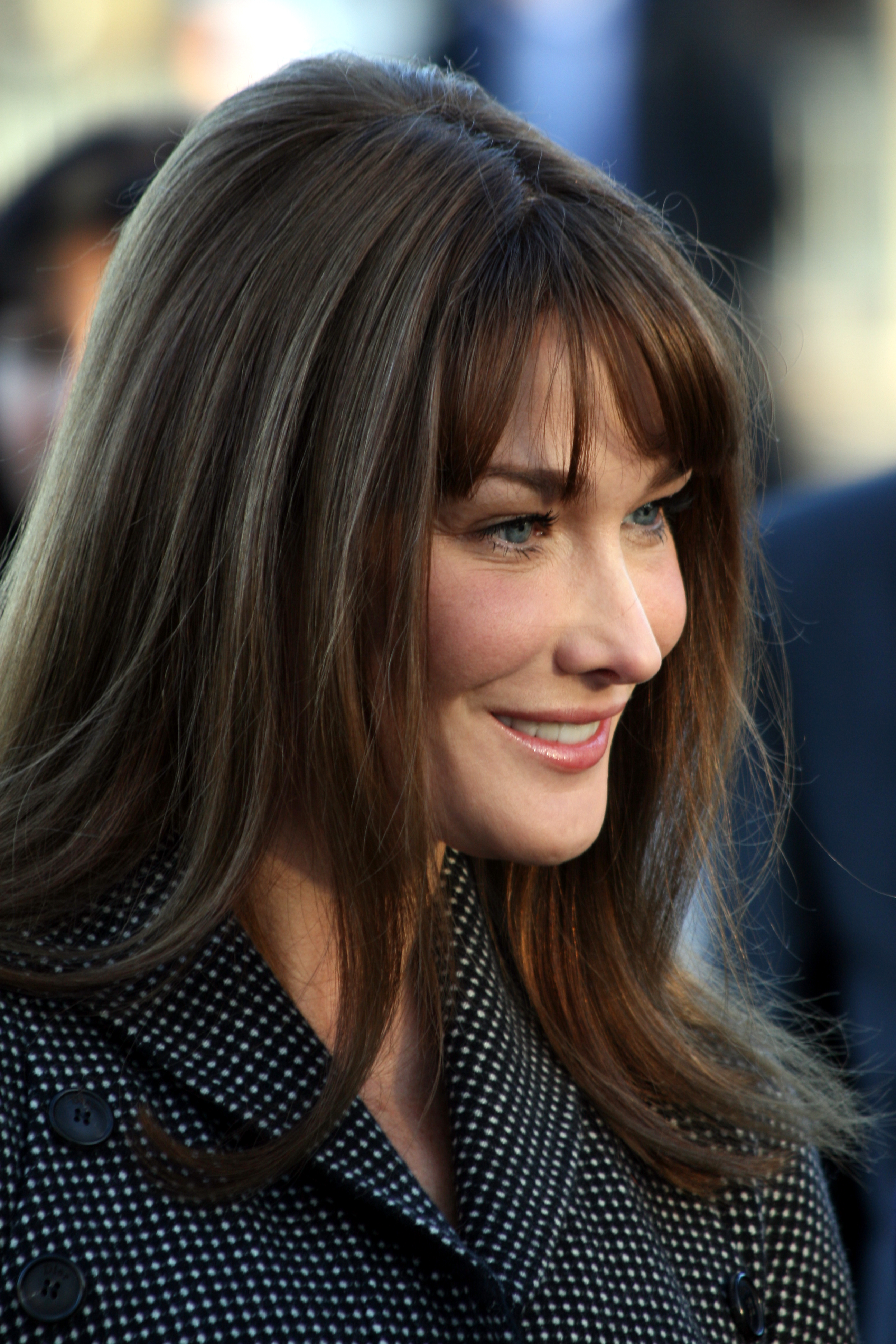
La chanteuse et épouse de l'ex-président de la République Nicolas Sarkozy, Carla Bruni-Sarkozy, ancienne élève.

### Anciens professeurs
Le lycée compte parmi ses anciens enseignants des personnalités comme l'académicien Émile Faguet, Gabriel Gohau, Maurice Rat, Gustave Rodrigues, Camille Vallaux, Claude Courtot, Paul Guth, l'helléniste Paul Mazon, Stéphane Mallarmé en anglais, Auguste Salles, Jean-Marc Debenedetti et Alain Juppé en français, Serge Denis, Alphonse Aulard, François Crouzet et Jean Poperen en histoire, Étienne Wallon et Georges Guinier en physique, Maurice Clavel, Bernard Sichère et Jacques Muglioni en philosophie. On relève également la présence des aumôniers catholique et israélite Jean Badré et Simon Debré.

### Anciens élèves

#### Avant la Seconde Guerre mondiale
De nombreux anciens élèves du lycée deviennent des personnalités politiques, comme Edgar Faure, Michel Junot, Philippe Malaud, Lennart Meri, premier président de l'Estonie après l'indépendance en 1991, Jacques Pelletier, Bernard Destremau, Jean-Marcel Jeanneney et Maurice Schumann, Marcel Langlois, voire monarque, comme le roi d’Afghanistan, Mohammad Zaher Shah, administrateurs des colonies comme Georges Thomann, ou diplomate, comme Boniface de Castellane et Jean Wahl et pour certains résistants pendant la guerre, tels François d'Astier de La Vigerie, Jean-Pierre Berger, Pierre Bertaux, Pierre Brossolette, Honoré d'Estienne d'Orves, général Pierre Marie Gallois, Pierre Viénot et Gilbert de Chambrun.
On compte aussi des sportifs, tels le joueur de tennis huit fois champion de France et triple médaillé olympique Max Decugis, Robert Abdesselam qui deviendra aussi avocat international et homme politique après sa carrière tennistique.
Certains élèves se distinguent dans le domaine intellectuel, comme les historiens Philippe Ariès, Maurice Crouzet, Serge Denis, Alain Decaux (écrivain d'histoire), Albert Crémieux et Maurice Rheims, le slaviste spécialiste de la Russie Pierre Pascal, le juriste Guy Braibant, le mathématicien Élie Cartan, les médecins Robert Debré et Étienne Lévy, les philosophes Jean Daujat, Maurice Merleau-Ponty et Jean Wahl, l'anthropologue Claude Lévi-Strauss et les physiciens Jean Perrin et Louis de Broglie (tous les deux prix Nobel). Le lycée compte également comme anciens élèves des journalistes, comme Philippe Grumbach, Claude Perdriel, Jean-Claude Servan-Schreiber, Jean-Jacques Servan-Schreiber et Léon Zitrone, le reporteur Gilles Caron, des ecclésiastiques tels le père Serge de Beaurecueil, le père Jacques Jomier et Guillaume de Menthière, les aviateurs Roland Garros, Đỗ Hữu Vị (ou Do Huu Vi) et Jean Bielovucic ainsi que les hommes d'affaires Georges Héreil, Claude Lemaître-Basset et Raoul Nordling, le banquier et diplomate américain Felix Rohatyn,, et l'ingénieur chilien Raúl Sáez (en).
Des militaires: le général Jean Touzet du Vigier (1888-1980), commandant de la 1re D.B., qui participe à la Libération de la France, en 1945, et notamment des villes de Marseille et de Mulhouse.
D'autres enfin, se distinguent dans le domaine artistique, que ce soit des musiciens, des peintres, comme Jean-Michel Coulon (art moderne), Jacques Gréber (architecte/paysagiste), Émile Aubry, Christian Bérard, Roger Chastel, Pierre-Yves Trémois et Louis Latapie, des acteurs comme Yves Brainville et Jean Gabin, Jean Marais, Jean-Claude Pascal ou des réalisateurs tels José Giovanni et Preston Sturges, des poètes à l'instar de René Crevel, Franc-Nohain, Oscar Venceslas de Lubicz-Milosz, des écrivains comme Pierre Daninos, Michel Déon, Émile Faguet, Julien Green, Georges Hugnet, Pierre Klossowski, Jacques de Lacretelle, Michel Leiris, Roger Martin du Gard, Robert Merle, Henry de Montherlant, Germain Nouveau, Raymond Roussel, Jean Dutourd et Paul Vaillant-Couturier, le metteur en scène Sacha Guitry ainsi que le chef d'orchestre Ray Ventura, le compositeur Paul Misraki et le décorateur Jean-Michel Frank.

#### Après la Seconde Guerre mondiale
Les profils des anciens élèves se diversifie davantage, mais laisse en grande dominante les personnalités politiques, comme Robert Badinter, Didier Bariani, Guy Bégué, Jean-Louis Bianco, Jean-Louis Borloo, Élisabeth Borne, Serge Dassault et son fils Olivier, Bernard Debré, Laurent Dominati, Laurent Fabius, Valéry Giscard d'Estaing et son frère Olivier, Bruno Gollnisch, Lionel Jospin, Martin Malvy, Ibrahim Boubacar Keïta, Annick Lepetit, Édouard Philippe et Olivier Stirn, les hauts fonctionnaires tels François Bloch-Lainé, Jean-Jacques de Bresson, Denis Gautier-Sauvagnac, l'amiral Jacques Lanxade, Jean-Claude Mallet, Philippe Jurgensen, Stéphane Martin, Philippe Moreau Defarges, Jean-Christophe Rufin et Didier Schuller, ou des personnalités du monde des affaires, à l'instar de Vincent Bolloré, Martin Bouygues, Isabelle Kocher, Arnaud Lagardère, Robert Louis-Dreyfus, Luc Oursel, Didier Pineau-Valencienne, Ernest-Antoine Seillière, Romain Zaleski, Éric de Rothschild, Gérard Brémond, Bruno Ledoux, Claude Perdriel et l'escroc Arnaud Mimran.
Dans le domaine intellectuel, on relève les économistes Jacques Attali, Laurent-Emmanuel Calvet, Henri Lepage et François Rachline, le scientifique Philippe Kourilsky, le neurologue Olivier Lyon-Caen, le psychanalyste Gérard Miller, les historiens François Furet, Benjamin Stora et Gilbert Dagron, le mathématicien Jean-Claude Sikorav, le chimiste Hervé This, le physicien Anatole Abragam, le sociologue et islamologue tunisien Abdelwahab Bouhdiba, ainsi que les religieux Maurice de Germiny, Pierre d'Ornellas, Louis Sankalé, Guy Thomazeau et Matthieu Ricard. On compte également plusieurs journalistes, comme Pierre Assouline, Axel Brücker et Philippe Bouvard, François Debré, Geneviève Jurgensen, Jean-Paul Enthoven, Olivia Cattan, journaliste-écrivaine, Marc-Olivier Fogiel, Florence de Soultrait, Annette Kahn, Michel Polac, Michel Polacco et Jean-Paul Ribes, et Olivier Postel-Vinay, l'éditeur Bernard de Fallois, l'encyclopédiste Michèle Frémy, ainsi que des avocats comme Arno Klarsfeld et Thierry Lévy et du magistrat Pierre Lyon-Caen, des médecins comme le réanimateur Georges Offenstadt et l'épidémiologiste Gilles Brücker.
Les domaines artistiques concernent également d'anciens élèves, comme les chanteurs Sébastien Izambard, Georges Hugnet, Richard Anthony et Carla Bruni-Sarkozy, le musicien Nicolas Zourabichvili, le compositeur Gilbert Amy et Alain Bernheim, le poète Claude Aveline, les écrivains Jean-Loup Dabadie, Jean-Pierre Deloux, Philippe Labro, Régis Debray, Frédéric Mitterrand, George Steiner et François-Marie Banier, le traducteur Luc de Goustine, les réalisateurs Gérard Oury, Paul Boujenah, Serge Frydman, Georges Lautner et Marc Allégret, les acteurs Philippe Noiret, Jean Piat et Richard Berry, le designer Gilles Dufour, le peintre Pascal Vinardel et le dessinateur de presse Pierre Wiazemsky (plus connu sous le nom de Wiaz).

## Dans les arts

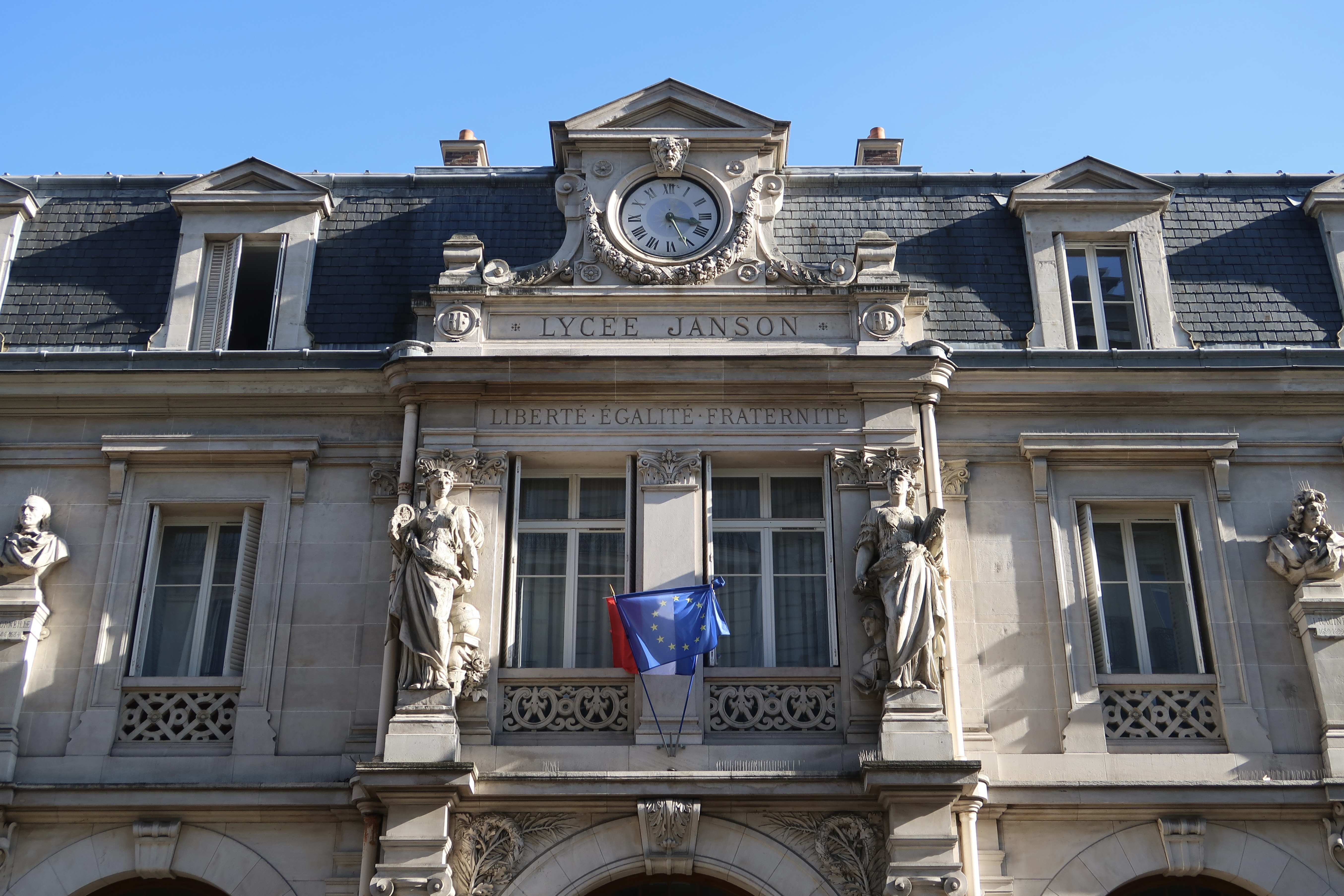
Détail de la façade.

- Le 4 avril 1921, Janson-de-Sailly est mentionné à l'occasion d'une visite de l’église Saint-Julien-le-Pauvre organisée à l'initiative d'André Breton, dans le cadre d'une série d'« excursions et visites à travers Paris de lieux volontairement dérisoires » auxquelles est convié le public. « Les dadaïstes de passage à Paris voulant remédier à l'incompétence de guides et de cicerones suspects, ont décidé d'entreprendre une série de visites à des endroits choisis, en particulier à ceux qui n'ont vraiment pas de raison d'exister, - C'est à tort qu'on insiste sur le pittoresque (lycée Janson-de-Sailly), l'intérêt historique (Mont Blanc) et la valeur sentimentale (La Morgue). - La partie n'est pas perdue mais il faut agir vite. - Prendre part à cette première visite c'est se rendre compte du progrès humain, des destructions possibles et de la nécessité de poursuivre notre action que vous tiendrez à encourager par tous les moyens. »
- Jacques de Lacretelle, ancien élève, raconte dans son roman le plus célèbre Silbermann, Prix Femina 1922, l'antisémitisme vécu dans un lycée, qui est sans le nommer Janson-de-Sailly[142].
- Une scène du film Docteur Françoise Gailland (1976), de Jean-Louis Bertuccelli y est tournée (la sortie des classes) ; une de Papy fait de la résistance (1983) l’est également.
- La première scène du film Papa ou Maman, réalisé par Martin Bourboulon et sorti en 2015, a été tournée dans le lycée.
- Dans le roman L'Aiguille creuse de Maurice Leblanc, le détective amateur Isidore Beautrelet est élève de rhétorique (classe de première) au lycée Janson-de-Sailly.
- Une scène du film L'Argent (1983) de Robert Bresson y est également tournée[143].